# Boy and Bicycle
Boy and Bicycle è un cortometraggio del 1965  scritto, diretto e prodotto da Ridley Scott con l'aiuto di suo fratello Tony Scott, che interpreta se stesso.

## Trama
Tony si sveglia nella sua stanza di ragazzo.
Ha compiuto da poco sedici anni e vive con preoccupazione e fastidio il riconoscimento di essere passato alla maggiore età.

Si alza fra le urla della famiglia. Esce in bicicletta. Di fronte alla scuola decide di non entrare e prosegue il suo giro per la città fino alla spiaggia di North Shields. La cinepresa segue il ragazzo nella visita dei luoghi adiacenti alla spiaggia mentre il sonoro manda la voce fuori campo del suo pensiero e i suoni (e le voci) d'ambiente.

L'improvviso incontro con il proprietario di una baracca in cui è entrato lo fa fuggire.

## Curiosità
In alcuni casi viene riportato il titolo "Boy on a Bicycle", ma il vero titolo impresso sulla pellicola è "Boy and Bicycle". Nella descrizione del film fatta dal distributore italiano si dice che il ragazzo compie la sua passeggiata con il suo cane, mentre in realtà nel film non ve n'è traccia.